# スペースシップ・アース
スペースシップ・アース（Spaceship Earth）は、ウォルト・ディズニー・ワールド・リゾートのエプコットのシンボル的存在でもある巨大な銀色の球体型をした建造物。ここでは同名のアトラクションについても説明する。

## 概要

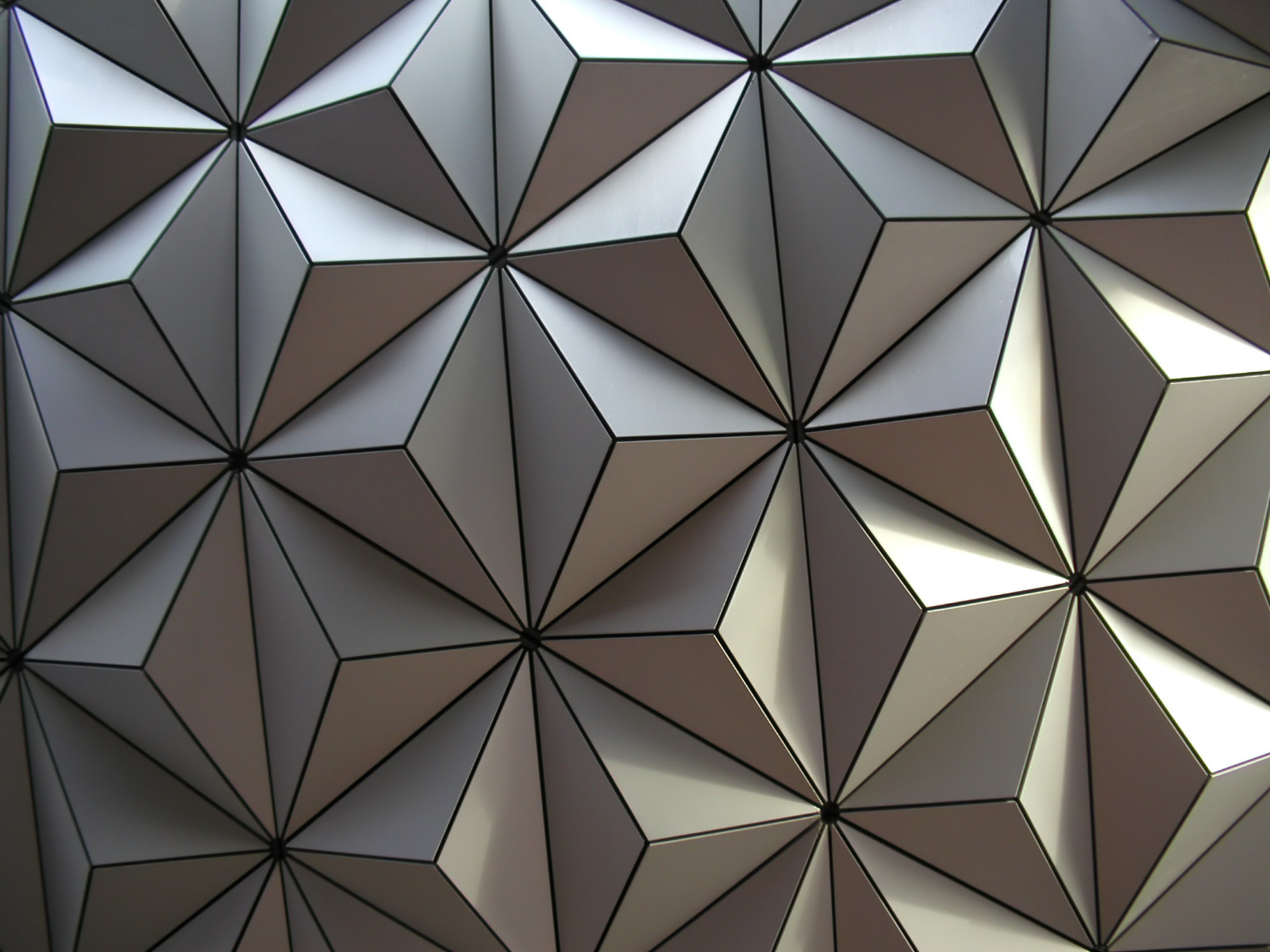
パネルの近影

この球体の直径は50メートル、重さは7.3トンであり、周りは合計11,324個の三角形のパネルで覆われていて、6本の柱が地下30メートルまであり、支えている。
スペースシップ・アースの建設の際には、SF作家のレイ・ブラッドベリーや他の人物がディズニーのイマジニアたちと協力して、完成に結び付けた。スペースシップ・アースは2層構造になっており、外側は屋根や飾り、内側はライドを支える中心になっている。
スペースシップ・アースは、ユニークなシステムを持っており、雨が降ったときもゲストに水が落ちないようになっている。外側のパネルは水を吸い込むようになっていて、集められた水はワールドショーケース・ラグーンに排出されている。
2000年のミレニアム・セレブレーションのときにはスペースシップ・アースには特別なアイコン、2000という文字とミッキーの手が追加された。

## このアトラクションが存在するパーク
- エプコット（ウォルト・ディズニー・ワールド・リゾート）

## アトラクション
| スペースシップ・アース Spaceship Earth | スペースシップ・アース Spaceship Earth | スペースシップ・アース Spaceship Earth                        | スペースシップ・アース Spaceship Earth                        |
| -------------------------------------- | -------------------------------------- | ------------------------------------------------------------- | ------------------------------------------------------------- |
| スペースシップ・アース                 |                                        |                                                               |                                                               |
| オープン日                             | オープン日                             | 1982年10月1日（エプコット・センター（当時）と同時にオープン） | 1982年10月1日（エプコット・センター（当時）と同時にオープン） |
| スポンサー                             | スポンサー                             | シーメンス                                                    | シーメンス                                                    |
| 利用制限                               |                                        | なし                                                          | なし                                                          |
| ファストパス                           | ファストパス                           |                                                               | ○                                                             |
| シングルライダー                       | シングルライダー                       |                                                               | 対象外                                                        |

太古の洞窟の絵からエジプトのパピルス、フェニキア人が考案したアルファベット、ヨハネス・グーテンベルクの活版印刷など人類のコミュニケーションの歴史について学ぶライド型アトラクション。ジュディ・デンチがナレーターを、ブルース・ブロートンが作曲を担当している。ライド中にいくつかの質問に答えることで、ゲストの理想の未来を映し出すコーナーがある。搭乗前に日本語を含む複数言語の選択が可能である。

## トリビア
- 中のオーディオ・アニマトロニクスには過去にホール・オブ・プレジデンツで使われていたオーディオ・アニマトロニクスが再利用されている[1]。
- 過去、ナレーションにはジェレミー・アイアンズやウォルター・クロンカイトらが起用されていた[1]。